# Ferocactus cylindraceus ssp. tortulispinus
- Tolerancija hladnoće:  podnosi smrzavanje
- Minimalna temperatura:  10°C
- Izloženost suncu:  cijelo vrijeme
- Porijeklo:  Meksiko (sjeverna Baja Kalifornia)
- Opis:  raste sam,ima karakterističan cilindričan izgled ,naraste 60 cm u visinu i 40 cm u širinu
- Cvjetovi:   žuti ili narančasti ,pojavljuju se ljeti, i vrlo brzo otpadaju